# Volta Limburg Classic 2013
La Volta Limburg Classic 2013, quarantesima edizione della corsa, valida come evento dell'UCI Europe Tour 2013 categoria 1.1, si svolse il 30 marzo 2013 su un percorso di 196 km. Fu vinta dal tedesco Rüdiger Selig, che concluse la gara in 4h 55' 46" alla media di 39,76 km/h.
Furono 61 i ciclisti che tagliarono il traguardo.

## Squadre e corridori partecipanti
| N.      | Cod. | Squadra                     |
| ------- | ---- | --------------------------- |
| 1-8     | KAT  | Katusha Team                |
| 11-18   | BLA  | Blanco Pro Cycling Team     |
| 21-28   | ARG  | Team Argos-Shimano          |
| 31-38   | VCD  | Vacansoleil-DCM             |
| 41-48   | BAR  | Bardiani Valvole-CSF Inox   |
| 51-58   | CCC  | CCC Polsat Polkowice        |
| 61-68   | CSS  | Champion System             |
| 71-78   | CRE  | Crelan-Euphony              |
| 81-88   | MTN  | MTN-Qhubeka                 |
| 91-98   | RVL  | RusVelo                     |
| 101-108 | TSV  | Topsport Vlaanderen-Baloise |
| 111-118 | EUC  | Team Europcar               |
| 121-128 | TNE  | Team NetApp-Endura          |

| N.      | Cod. | Squadra                         |
| ------- | ---- | ------------------------------- |
| 131-138 | UHC  | UnitedHealthcare Pro Cycling T. |
| 141-148 | VIN  | Vini Fantini-Selle Italia       |
| 151-158 | SKT  | An Post-Chainreaction           |
| 161-168 | RIJ  | Cyclingteam De Rijke-Shanks     |
| 171-178 | CJP  | Cyclingteam Jo Piels            |
| 181-188 | KOG  | Koga Cycling Team               |
| 191-198 | MET  | Metec-TKH Continental           |
| 201-208 | TSP  | Nutrixxion-Abus                 |
| 211-218 | MMM  | Team 3M                         |
| 221-228 | TRS  | Team Quantec-Indeland           |
| 231-238 | TWJ  | To Win-Josan Cycling Team       |
| 241-248 | RB3  | Rabobank Development Team       |

## Ordine d'arrivo (Top 10)
| Pos. | Corridore          | Squadra          | Tempo    |
| ---- | ------------------ | ---------------- | -------- |
| 1    | Rüdiger Selig      | Katusha Team     | 4h55'46" |
| 2    | Sonny Colbrelli    | Bardiani         | s.t.     |
| 3    | Paul Martens       | Blanco           | s.t.     |
| 4    | Davide Rebellin    | CCC Polsat       | s.t.     |
| 5    | Pim Ligthart       | Vacansoleil      | s.t.     |
| 6    | Sander Armée       | Topsport Vl.     | a 4"     |
| 7    | Mike Terpstra      | Team 3M          | s.t.     |
| 8    | Marc de Maar       | UnitedHealthcare | s.t.     |
| 9    | Luc Hagenaars      | Metec-TKH        | s.t.     |
| 10   | Sébastien Delfosse | Crelan-Euphony   | s.t.     |